# Peynavand
Peynavand (persiska: پینوند) är en ort i Iran.   Den ligger i provinsen Gilan, i den norra delen av landet, 170 km nordväst om huvudstaden Teheran. Peynavand ligger 1 468 meter över havet och antalet invånare är 132.
Terrängen runt Peynavand är varierad, och sluttar norrut. Runt Peynavand är det ganska tätbefolkat, med 134 invånare per kvadratkilometer. Närmaste större samhälle är Mūsá Kalāyeh, 7,4 km nordväst om Peynavand. Trakten runt Peynavand består i huvudsak av gräsmarker.